# Gore Verbinski
Gregor „Gore” Justin Verbinski (ur. 16 marca 1964 w Oak Ridge) – amerykański reżyser, scenarzysta, producent i muzyk. Reżyserował The Ring, Rango i filmy z serii Piraci z Karaibów. Zdobył Oscara i BAFTĘ, a także dostał nominację do Złotego Globu za najlepszy pełnometrażowy film animowany Rango.

## Życiorys

### Dzieciństwo
Urodził się w Oak Ridge w stanie Tennessee, jako trzeci z pięciorga dzieci Lauretty Ann (McGovern) i Victora Vincenta Verbinskiego, fizyka jądrowego. Ojciec miał polskie pochodzenie.

### Kariera
Swój kontakt z filmem rozpoczął jako nastolatek, kręcąc filmy na taśmie 8-milimetrowej. W latach 80., tuż po ukończeniu szkoły, reżyserował teledyski dla grupy L7, grającej alternatywnego rocka. Na początku lat 90. nakręcił kilka teledysków grupy Bad Religion.
W 1993 r. zajął się kręceniem reklamówek, był m.in. twórcą bardzo popularnej kampanii Budweisera. W 1996 napisał i wyreżyserował krótkometrażowy film – The Ritual. Jako reżyser zadebiutował w 1997 filmem Polowanie na mysz. Był też gitarzystą w kapelach The Daredevils i Little Kings.
Po znacznym sukcesie Piratów z Karaibów, zajmował się kręceniem kolejnych sequeli tego filmu.
Jest żonaty, ma dwóch synów.

## Filmografia
- The Ritual (1996) – film krótkometrażowy
- Polowanie na mysz (Mousehunt, 1997)
- Mexican (The Mexican, 2001)
- The Ring (The Ring, 2002)
- Piraci z Karaibów: Klątwa Czarnej Perły (Pirates of the Caribbean: The Curse of the Black Pearl, 2003)
- Prognoza na życie (The Weather Man, 2005)
- Piraci z Karaibów: Skrzynia umarlaka (Pirates of the Caribbean: Dead Man's Chest, 2006)
- Piraci z Karaibów: Na krańcu świata (Pirates of the Caribbean: At World's End, 2007)
- Rango (2011)
- Jeździec znikąd (The Lone Ranger, 2013)
- Lekarstwo na życie (A Cure For Wellness, 2016)